# Терри Джонс и варвары
«Терри Джонс и варвары» (англ. Terry Jones' Barbarians) — четырёхсерийный телевизионный документальный сериал. Первый телепоказ был осуществлён на канале BBC 2 в 2006 году. Написал сценарий к сериалу и снял Терри Джонс. Сериал призван бросить вызов навязанным римским и католическим представлениям о варварах.
Консультантом сериала выступил профессор Оксфордского университета Барри Канлифф.

## Серии

### 1. «Примитивные кельты»
Первый телепоказ 26 мая 2006 года
Распространённая точка зрения на культуру кельтов заключается в том, что они были примитивным и нецивилизованным народом. Терри Джонс бросает вызов этой точке зрения. Вместо того, чтобы оказаться примитивными в сравнении с Римом, кельты предстают обладателями развитой культуры, которая в некоторых аспектах была даже более продвинутой, нежели римская. Для примера, многие дороги в Галлии, которые предположительно были построены римлянами, на самом деле оказались сотворены самими кельтами. Однако, Галлия была богата и слишком соблазнительна для Рима, и римский военачальник Юлий Цезарь вознамерился покорить Галлию при помощи профессиональной армии. У кельтов не оставалось ни единого шанса против Цезаря и римлян, и теперь нам известна римская версия их истории.
- кельтские варвары
- Галльская война Цезаря

### 2. «Дикиеготы»
Первый телепоказ 2 июня 2006 года
- Арминий
- Войны Траяна с даками
- Захват Рима Аларихом I

### 3. «Умные варвары»
Первый телепоказ 9 июня 2006 года
Джонс приводит аргументы, что древние греки и персы в действительности были далеки от представлений римлян о них как об изнеженных и пристрастившихся к роскоши. Греки высоко ценили математику и другие науки, в то же время персы стояли у истоков мультикультурализма среди множества этносов, входивших в их империю (до начала многолетней войны с Римом).
- Антикитерский механизм
- Архимед и Сиракузы
- Парфяне
- Государство Сасанидов

### 4. «Конец света»
Первый телепоказ 16 июня 2006 года
Около 400 года н. э. были рождены два потомка варваров. Одному суждено было вырасти, чтобы стать тем, кого боялись все — вождь гуннов Аттила. Другой, Гейзерих, стал вождём вандалов, которых история запомнила как разрушителей. Джонс утверждает, что римская цивилизация была разрушена не этими племенами, а утратой источников налогов в Северной Африке. Он находит, что традиционная точка зрения на Рим и «варваров» — результат популяризации Римско-католической церковью римской версии исторической правды.
- Захват Рима (455)

## Новеллизация
- Jones, Terry & Alan Ereira (June 1, 2006). Terry Jones' Barbarians. BBC Books (hardcover). ISBN 978-0563493181. (англ.)
- Jones, Terry & Alan Ereira (June 7, 2007). Terry Jones' Barbarians. BBC Books (paperback). ISBN 978-0563539162. (англ.)